# Nati il 13 settembre

## VII secolo(1)
- 678 - K'inich Ahkal Mo' Naahb III, sovrano maya († 730)

## VIII secolo(1)
- 786 - Al-Maʾmūn, califfo († 833)

## XI secolo(1)
- 1087 - Giovanni II Comneno, imperatore bizantino († 1143)

## XV secolo(5)
- 1409 - Giovanna di Valois, nobile francese († 1432)
- 1436 - Benvenuto di Giovanni, pittore italiano
- 1460 - Bartolomeo Colombo, navigatore italiano († 1514)
- 1475 - Cesare Borgia, generale, cardinale e nobile italiano († 1507)
- 1481 - Ippolita Sforza, italiana († 1521)

## XVI secolo(14)
- 1501 - Caterina Cybo, nobile italiana († 1557)
- 1503 - John Leland, antiquario e poeta inglese († 1552)
- 1515 - Niccolò Franco, poeta e scrittore italiano († 1570)
- 1520 - William Cecil, I barone Burghley, politico e nobile inglese († 1598)
- 1533 - Francesco Adorno, gesuita e scrittore italiano († 1586)
- 1546 - Isabella Bendidio, cantante e nobildonna italiana
- 1560 - Benedetto da Urbino, presbitero e predicatore italiano († 1625)
- 1564 - Passitea Crogi, religiosa italiana († 1615)
- 1564 - Vincenzo Giustiniani, banchiere e collezionista d'arte italiano († 1637)
- 1568 - Pompeo Caimo, medico italiano († 1631)
- 1583 - Girolamo Frescobaldi, compositore, organista e clavicembalista italiano († 1643)
- 1584 - Francesco Giulio di Sassonia-Lauenburg, nobile tedesco († 1634)
- 1587 - Iacobus Gothofredus, giurista e politico svizzero († 1652)
- 1596 - Franz von Hatzfeld, vescovo cattolico tedesco († 1642)

## XVII secolo(11)
- 1601 - Jan Bruegel il Giovane, pittore fiammingo († 1678)
- 1611 - Isabella Gesualdo, nobile italiana († 1629)
- 1617 - Luisa Carlotta di Brandeburgo, principessa († 1676)
- 1630 - Olaus Rudbeck, scienziato e scrittore svedese († 1702)
- 1640 - Anna di Anhalt-Bernburg, nobile († 1704)
- 1671 - Niccolò Capasso, poeta, teologo e letterato italiano († 1744)
- 1672 - Pietro Sernicola, scultore italiano († 1742)
- 1673 - Franz Retz, gesuita ceco († 1750)
- 1676 - Elisabetta Carlotta di Borbone-Orléans, principessa francese († 1744)
- 1688 - Luca Antonio Predieri, compositore italiano († 1767)
- 1693 - Joseph Emanuel Fischer von Erlach, architetto austriaco († 1742)

## XVIII secolo(30)
- 1706 - Clément de Taffanel de La Jonquière, ammiraglio francese († 1795)
- 1706 - Giacinto Manna, clavicembalista italiano († 1768)
- 1721 - Ignazio Renato Birago di Borgaro, architetto italiano († 1783)
- 1722 - François Joseph Paul de Grasse, ammiraglio francese († 1788)
- 1730 - Ottone Calderari, architetto italiano († 1803)
- 1731 - George Onslow, I conte di Onslow, nobile e politico inglese († 1814)
- 1734 - Thomas Thynne, I marchese di Bath, politico inglese († 1796)
- 1743 - Antoine-Alexis Cadet de Vaux, chimico, farmacista e agronomo francese († 1828)
- 1746 - Michele Arditi, antiquario, avvocato e archeologo italiano († 1838)
- 1749 - Carlo Francesco Albani, III principe di Soriano nel Cimino, nobile italiano († 1817)
- 1750 - Giuseppe Albani, cardinale italiano († 1834)
- 1750 - Friedrich Ludwig von Sckell, architetto del paesaggio tedesco († 1823)
- 1751 - Luigi di Borbone-Francia, principe francese († 1761)
- 1762 - Maurizio Giuseppe di Savoia, principe italiano († 1799)
- 1769 - Justus Heinrich Wigand, ginecologo tedesco († 1817)
- 1770 - Giuseppe Alberghini, cardinale italiano († 1847)
- 1770 - Grigorij Aleksandrovič Stroganov, nobile e diplomatico russo († 1857)
- 1773 - Pierre Bonnemains, generale e politico francese († 1850)
- 1775 - Laura Secord, patriota canadese († 1868)
- 1784 - Boris Alekseevič Kurakin, diplomatico russo († 1850)
- 1786 - John England, vescovo cattolico irlandese († 1842)
- 1787 - Edward Blore, architetto e antiquario inglese († 1879)
- 1788 - Cesare Della Chiesa di Benevello, letterato, saggista e pittore italiano († 1853)
- 1790 - Francesco Sampieri, compositore italiano († 1863)
- 1791 - William Betty, attore teatrale britannico († 1874)
- 1791 - Karl Theodor Menke, naturalista tedesco († 1861)
- 1791 - Avram Petronijević, politico serbo († 1852)
- 1792 - Gino Capponi, storico, politico e pedagogista italiano († 1876)
- 1796 - Carlo Canera di Salasco, generale italiano († 1866)
- 1800 - Franklin Buchanan, ammiraglio statunitense († 1874)

## XIX secolo(176)
- 1802 - Arnold Ruge, filosofo e scrittore tedesco († 1880)
- 1803 - Jean-Ignace-Isidore Gérard, illustratore e designer francese († 1847)
- 1803 - Maurycy Mochnacki, pubblicista polacco († 1834)
- 1803 - Charles-Marie-Augustin de Goyon, militare francese († 1870)
- 1804 - Giovanni Orlandini, editore, militare e patriota italiano († 1877)
- 1806 - Ferdinand de Lanoye, scrittore francese († 1870)
- 1806 - Konstantin Pavlovič Naryškin, politico russo († 1880)
- 1807 - Enrico Bandini, pittore italiano († 1888)
- 1808 - Giuseppe Siotto Pintor, politico italiano († 1855)
- 1809 - Jules Miot, politico francese († 1883)
- 1811 - Emmanuel Félix de Wimpffen, generale francese († 1884)
- 1812 - Filippo Brignone, generale e politico italiano († 1877)
- 1813 - William Augustus Barstow, politico e banchiere statunitense († 1865)
- 1813 - József Eötvös, scrittore e politico ungherese († 1871)
- 1813 - Auguste Maquet, scrittore e drammaturgo francese († 1888)
- 1813 - John Sedgwick, insegnante e generale statunitense († 1864)
- 1814 - Nicolaas Beets, poeta e scrittore olandese († 1903)
- 1814 - Giovanni Battista Guttadauro di Reburdone, vescovo cattolico italiano († 1896)
- 1817 - Giuseppe Mazza, pittore italiano († 1884)
- 1818 - Gustave Aimard, romanziere francese († 1883)
- 1819 - Diego Marongiu, giurista, politico e arcivescovo cattolico italiano († 1905)
- 1819 - Giuseppe Maria Papardo del Parco, arcivescovo cattolico italiano († 1883)
- 1819 - Stefano Romeo, patriota e politico italiano († 1869)
- 1819 - Clara Schumann, pianista e compositrice tedesca († 1896)
- 1822 - Félix-Joseph Barrias, pittore e illustratore francese († 1907)
- 1825 - Ernst Julius Gurlt, chirurgo tedesco († 1899)
- 1826 - Anthony Joseph Drexel, imprenditore e banchiere statunitense († 1893)
- 1827 - Giacomo Maria Corna Pellegrini Spandre, vescovo cattolico italiano († 1913)
- 1827 - Henry Villiers-Stuart, militare, egittologo e politico britannico († 1895)
- 1829 - Alessio d'Assia-Philippsthal-Barchfeld, nobile († 1905)
- 1829 - Filippo Migliavacca, patriota italiano († 1860)
- 1829 - Luigi Nicora, vescovo cattolico italiano († 1890)
- 1830 - Achille Formis, pittore e cantante italiano († 1906)
- 1830 - Marie von Ebner-Eschenbach, scrittrice austriaca († 1916)
- 1831 - Andrew Noble, fisico britannico († 1915)
- 1834 - William Bouwens van der Boijen, architetto olandese († 1907)
- 1834 - Giuseppe Costetti, drammaturgo italiano († 1928)
- 1834 - Francesco Lanza Spinelli di Scalea, nobile, politico e imprenditore italiano († 1919)
- 1835 - Napoléon La Cécilia, militare francese († 1878)
- 1838 - Otto Benndorf, archeologo tedesco († 1907)
- 1838 - Francesco Cherubin, vescovo cattolico italiano († 1910)
- 1839 - Samuel Gee, medico britannico († 1911)
- 1840 - Édouard Caspari, astronomo e ingegnere navale francese († 1918)
- 1841 - Ernst Gustav Kirsch, matematico e ingegnere tedesco († 1901)
- 1842 - Guglielmo Ciardi, pittore italiano († 1917)
- 1842 - Edoardo Porro, ginecologo e politico italiano († 1902)
- 1842 - Jan Maurycy Paweł Puzyna de Kosielsko, cardinale e vescovo cattolico polacco († 1911)
- 1843 - Fausto Bagatti Valsecchi, architetto e avvocato italiano († 1914)
- 1843 - Louis Duchesne, presbitero, filologo e insegnante francese († 1922)
- 1843 - Nadežda Prokof'evna Suslova, medico russo († 1918)
- 1844 - Paolo Borghese, nobile, gastronomo e scrittore italiano († 1920)
- 1844 - Ludwig von Falkenhausen, generale tedesco († 1936)
- 1844 - Anna Lea Merritt, pittrice statunitense († 1930)
- 1844 - Ann Eliza Young, statunitense († 1925)
- 1847 - Luigi Zuccari, generale e politico italiano († 1925)
- 1851 - Walter Reed, medico, ufficiale e batteriologo statunitense († 1902)
- 1853 - Hans Christian Gram, medico, patologo e farmacologo danese († 1938)
- 1853 - Sof'ja L'vovna Perovskaja, rivoluzionaria russa († 1881)
- 1854 - Hermann von Stein, generale e politico tedesco († 1927)
- 1855 - Alberto Treves de Bonfili, politico e banchiere italiano († 1921)
- 1856 - Pietro Gentilini, imprenditore italiano († 1943)
- 1856 - Ramón Lista, militare e esploratore argentino († 1897)
- 1857 - Domenico Ghidoni, scultore italiano († 1920)
- 1857 - Milton S. Hershey, imprenditore e filantropo statunitense († 1945)
- 1857 - Giuseppe Salvioli, giurista italiano († 1928)
- 1858 - Jacopo Gelli, militare e scrittore italiano († 1935)
- 1858 - Carl von Noorden, patologo tedesco († 1944)
- 1859 - Anton Rosen, architetto danese († 1928)
- 1859 - Nikolaj Alekseevič Zarudnyj, esploratore e zoologo russo († 1919)
- 1860 - Luciano Campisi, scultore italiano († 1933)
- 1860 - Jens Jensen, architetto danese († 1951)
- 1860 - Günther von Krosigk, ammiraglio tedesco († 1938)
- 1860 - John Pershing, generale statunitense († 1948)
- 1861 - Luigi Facta, politico e avvocato italiano († 1930)
- 1861 - Edmund Stirling, fotografo statunitense († 1948)
- 1863 - Cyrus Adler, orientalista statunitense († 1940)
- 1863 - Cesare De Lollis, filologo italiano († 1928)
- 1863 - Arthur Henderson, politico e sindacalista britannico († 1935)
- 1863 - Franz von Hipper, ammiraglio tedesco († 1932)
- 1863 - Ernesto II di Hohenlohe-Langenburg, principe tedesco († 1950)
- 1865 - William Birdwood, I barone Birdwood, generale britannico († 1951)
- 1866 - Adolf Meyer, psichiatra svizzero († 1950)
- 1866 - Ole Østmo, tiratore a segno norvegese († 1923)
- 1867 - Agatino Giovanni Barbera, medico italiano († 1908)
- 1867 - Giuseppe Lallich, pittore italiano († 1953)
- 1868 - Otokar Březina, poeta ceco († 1929)
- 1868 - Giovanni Domenico Mayer, ingegnere italiano († 1925)
- 1869 - Paul Daimler, ingegnere tedesco († 1945)
- 1869 - Aleksandr Nikolaevič Potresov, rivoluzionario russo († 1934)
- 1871 - Alma Kruger, attrice statunitense († 1960)
- 1873 - Henri Berssenbrugge, fotografo olandese († 1959)
- 1873 - Constantin Carathéodory, matematico greco († 1950)
- 1874 - Paul Armont, drammaturgo, sceneggiatore e attore francese († 1943)
- 1874 - Arnold Schönberg, compositore e pittore austriaco († 1951)
- 1874 - Spartaco Zugni Tauro, imprenditore e politico italiano († 1934)
- 1875 - Carlo Carnazza, politico e imprenditore italiano
- 1875 - Delly, scrittrice francese († 1947)
- 1876 - Sherwood Anderson, scrittore statunitense († 1941)
- 1876 - Dante Lattes, rabbino, pubblicista e politico italiano († 1965)
- 1877 - Wilhelm Filchner, geografo, esploratore e scrittore tedesco († 1957)
- 1877 - Henry Howard, XIX conte di Suffolk, nobile e militare britannico († 1917)
- 1879 - Rudolph John Anderson, chimico svedese († 1961)
- 1879 - K.A.C. Creswell, storico dell'arte britannico († 1974)
- 1879 - Annie Kenney, attivista inglese († 1953)
- 1879 - Giovanni Sismondo, arcivescovo cattolico italiano († 1957)
- 1880 - Jesse L. Lasky, produttore cinematografico statunitense († 1958)
- 1880 - Réginald Storms, tiratore a segno belga († 1948)
- 1880 - Marcel Van Crombrugge, canottiere belga († 1940)
- 1881 - Matila Ghyka, diplomatico, scrittore e matematico rumeno († 1965)
- 1881 - Robert Reynolds, ginnasta e multiplista statunitense († 1955)
- 1881 - Giuseppe Zago, attore italiano († 1947)
- 1882 - Carl Jensen, lottatore danese († 1942)
- 1882 - József Ónody, nuotatore ungherese († 1957)
- 1882 - Giovanni Pastrone, regista, sceneggiatore e attore italiano († 1959)
- 1883 - Sergei Chakhotin, biologo, sociologo e attivista tedesco († 1973)
- 1883 - LeRoy Samse, astista statunitense († 1956)
- 1883 - August Zaleski, politico e diplomatico polacco († 1972)
- 1884 - Giovanni Malesci, pittore e decoratore italiano († 1969)
- 1884 - Petros Voulgaris, ammiraglio e politico greco († 1957)
- 1885 - John Beazley, archeologo britannico († 1970)
- 1885 - Alain LeRoy Locke, scrittore, docente e filosofo statunitense († 1954)
- 1885 - Luigi Mazzarello, presbitero italiano († 1959)
- 1885 - Gino Pestelli, giornalista e pubblicitario italiano († 1965)
- 1886 - Friedrich-Wilhelm von Chappuis, generale tedesco († 1942)
- 1886 - Paola Pezzaglia, attrice italiana († 1925)
- 1886 - Robert Robinson, chimico inglese († 1975)
- 1886 - Cesare Vittorelli, funzionario e prefetto italiano († 1967)
- 1887 - Gaetano Caravaglia, ciclista su strada italiano
- 1887 - Dante Carniel, schermidore italiano († 1959)
- 1887 - Gaetano Ferragni, avvocato e politico italiano († 1954)
- 1887 - Frank Gray, fisico statunitense († 1969)
- 1887 - Lancelot Holland, ammiraglio britannico († 1941)
- 1887 - Charlotte Joël, fotografa tedesca († 1943)
- 1887 - Hipólito Lázaro, cantante lirico spagnolo († 1974)
- 1887 - Ramón Grau San Martín, medico e politico cubano († 1969)
- 1887 - Theodore Roosevelt, politico e generale statunitense († 1944)
- 1887 - Kurt Runge, canottiere tedesco († 1959)
- 1887 - Lavoslav Ružička, chimico croato († 1976)
- 1888 - Elliot Adams, scienziato statunitense († 1971)
- 1888 - Fritz Becker, calciatore tedesco († 1963)
- 1888 - Donald Clark Godwin, militare e marinaio statunitense († 1943)
- 1888 - Ėmmanuil Ionovič Kviring, politico sovietico († 1937)
- 1889 - Masao Maruyama, generale giapponese († 1957)
- 1889 - Erich Massini, calciatore tedesco († 1915)
- 1889 - Scott Pembroke, regista, attore e sceneggiatore statunitense († 1951)
- 1889 - Suzanne Perrottet, ballerina e pedagoga svizzera († 1983)
- 1890 - Gino Maffei, avvocato e politico italiano († 1938)
- 1890 - Antony Noghès, dirigente sportivo monegasco († 1978)
- 1890 - Kazimierz Łukoski, generale polacco († 1940)
- 1891 - Polidoro Benveduti, bibliotecario, archivista e ceramista italiano († 1979)
- 1891 - Agostino Mario Comanducci, critico d'arte e storico dell'arte italiano († 1939)
- 1892 - András Baronyi, nuotatore, lunghista e dirigente sportivo ungherese († 1944)
- 1892 - Vittoria Luisa di Prussia, tedesca († 1980)
- 1893 - Larry Shields, musicista e clarinettista statunitense († 1953)
- 1894 - Ernests Blanks, scrittore e editorialista lettone († 1972)
- 1894 - Ramón Bucetta, calciatore uruguaiano
- 1894 - Paul Demiéville, sinologo e orientalista svizzero († 1979)
- 1894 - Thor Henning, nuotatore svedese († 1967)
- 1894 - John Boynton Priestley, romanziere e drammaturgo inglese († 1984)
- 1894 - Julian Tuwim, poeta polacco († 1953)
- 1895 - Publio Cortini, imprenditore e ingegnere italiano († 1969)
- 1895 - Morris Kirksey, velocista e rugbista a 15 statunitense († 1981)
- 1895 - Alfonso Leonetti, politico italiano († 1984)
- 1895 - Ruth McDevitt, attrice statunitense († 1976)
- 1895 - Bernard Warburton-Lee, militare britannico († 1940)
- 1896 - Sergej Petrovič Alekseev, regista sovietico († 1969)
- 1896 - Amado Alonso, filologo spagnolo († 1952)
- 1896 - Thomas F. Quinlan, vescovo cattolico e missionario irlandese († 1970)
- 1897 - Armand Feralli, calciatore svizzero († 1976)
- 1897 - Bartolomeo Gallo, ingegnere italiano († 1970)
- 1897 - Erich Schmidt, archeologo tedesco († 1964)
- 1898 - Reto Raduolf Bezzola, linguista svizzero († 1983)
- 1898 - Roger Désormière, flautista, compositore e direttore d'orchestra francese († 1963)
- 1898 - Bernard Etté, violinista e direttore d'orchestra tedesco († 1973)
- 1899 - Corneliu Zelea Codreanu, politico romeno († 1938)
- 1899 - Luigi Quagliata, architetto e urbanista italiano († 1991)

## XX secolo(847)
- 1901 - Mario Gruppioni, lottatore italiano († 1939)
- 1901 - Armando Ronca, architetto italiano († 1970)
- 1902 - Aimé Durbec, calciatore francese († 1991)
- 1902 - Ernst Forsthoff, giurista tedesco († 1974)
- 1902 - Richard Paul Lohse, pittore svizzero († 1988)
- 1903 - Gennaro Cassiani, politico, avvocato e saggista italiano († 1978)
- 1903 - Claudette Colbert, attrice francese († 1996)
- 1903 - Leopoldo Rubinacci, politico, avvocato e sindacalista italiano († 1969)
- 1903 - Branimir Ćosić, scrittore serbo († 1934)
- 1904 - Edwina Booth, attrice statunitense († 1991)
- 1904 - Fausto Cecconi, militare e aviatore italiano († 1931)
- 1904 - Jole Fano, attrice teatrale e imprenditrice italiana († 1972)
- 1904 - Gladys George, attrice statunitense († 1954)
- 1904 - Leon William Johnson, generale e aviatore statunitense († 1997)
- 1904 - Richard Scheringer, politico e militare tedesco († 1986)
- 1905 - Hans Jakob Polotsky, egittologo, linguista e orientalista israeliano († 1991)
- 1905 - Léon Sultan, attivista marocchino († 1945)
- 1906 - Axel Cadier, lottatore svedese († 1974)
- 1906 - Jimmy Foster, hockeista su ghiaccio britannico († 1969)
- 1906 - Marcello Minotto, scultore, orafo e disegnatore italiano († 1998)
- 1907 - Walter Kapps, regista francese († 1975)
- 1907 - Achille Valdata, pubblicista e critico cinematografico italiano († 1987)
- 1908 - Armando Baldinelli, pittore e incisore italiano († 2002)
- 1908 - Georges Devereux, antropologo e psicoanalista ungherese († 1985)
- 1908 - Sicco Leendert Mansholt, partigiano, agricoltore e politico olandese († 1995)
- 1908 - Madeleine Ozeray, attrice belga († 1989)
- 1908 - Carlos Peucelle, calciatore e allenatore di calcio argentino († 1990)
- 1908 - Mae Questel, attrice e doppiatrice statunitense († 1998)
- 1908 - Carl Shy, cestista statunitense († 1991)
- 1908 - Egidio Sulotto, partigiano, politico e sindacalista italiano († 1999)
- 1908 - Aroldo Vaccari, calciatore italiano († 1986)
- 1909 - Herbert Berghof, attore austriaco († 1990)
- 1909 - Ray Bowden, calciatore inglese († 1998)
- 1909 - Foguinho, calciatore, allenatore di calcio e arbitro di calcio brasiliano († 1996)
- 1909 - Bud Lindenberg, cestista statunitense († 1981)
- 1909 - Leith Stevens, compositore, musicista e direttore d'orchestra statunitense († 1970)
- 1909 - Giuseppe Viani, allenatore di calcio e calciatore italiano († 1969)
- 1910 - Stan Chambers, pistard britannico († 1991)
- 1910 - Rolf Gutbrod, architetto tedesco († 1999)
- 1910 - Osvaldo Mazzi, calciatore italiano († 1987)
- 1911 - Eulogio Cantillo, generale cubano († 1978)
- 1911 - Albert Matterstock, attore tedesco († 1960)
- 1911 - Bill Monroe, musicista e cantante statunitense († 1996)
- 1912 - Horace Welcome Babcock, astronomo statunitense († 2003)
- 1912 - Carmen Barth, pugile statunitense († 1985)
- 1912 - Hans Waldmüller, militare tedesco († 1944)
- 1912 - Corrado Ricci, generale e aviatore italiano († 1995)
- 1912 - Reta Shaw, attrice statunitense († 1982)
- 1912 - Piet Wijdekop, canoista olandese († 1982)
- 1913 - Giovanni Bonanno, militare e aviatore italiano († 1940)
- 1913 - Flavio Danieli, generale e aviatore italiano († 2001)
- 1913 - Roy Engel, attore statunitense († 1980)
- 1913 - Tadao Horie, calciatore giapponese († 2003)
- 1913 - Wando Persia, calciatore e allenatore di calcio italiano († 1979)
- 1913 - Julián Vergara, calciatore spagnolo († 1987)
- 1914 - Bolesław Habowski, calciatore polacco († 1979)
- 1915 - Eraldo Fico, operaio e partigiano italiano († 1959)
- 1915 - Clint Frank, giocatore di football americano statunitense († 1992)
- 1915 - Gösta Magnusson, sollevatore svedese († 1948)
- 1915 - Peter Wykeham, militare e aviatore britannico († 1995)
- 1916 - Lynne Carver, attrice statunitense († 1955)
- 1916 - Roald Dahl, scrittore, sceneggiatore e aviatore britannico († 1990)
- 1916 - Edwin Foresman Schoch, ingegnere e militare statunitense († 1951)
- 1916 - Dick Haymes, cantante e attore argentino († 1980)
- 1917 - Joseph Armone, mafioso statunitense († 1992)
- 1918 - Douglas Bennett, canoista canadese († 2008)
- 1918 - Carmelo Di Mazzarelli, attore italiano († 2010)
- 1918 - Rosemary Kennedy, statunitense († 2005)
- 1918 - Irving Segal, matematico statunitense († 1998)
- 1919 - Olle Anderberg, lottatore svedese († 2003)
- 1919 - Adone Carapezzi, giornalista italiano († 2008)
- 1919 - Doris Fisher, baronessa di Rednal, politica inglese († 2005)
- 1919 - Arnaud Langer, militare e aviatore francese († 1955)
- 1919 - Mary Midgley, filosofa britannica († 2018)
- 1919 - Aldo Maria Scalise, militare italiano († 1942)
- 1919 - George Weidenfeld, filantropo, editore e giornalista austriaco († 2016)
- 1920 - John Crawford, attore statunitense († 2010)
- 1920 - José Guerra Campos, vescovo cattolico spagnolo († 1997)
- 1921 - Cyrille Adoula, politico della Repubblica Democratica del Congo († 1978)
- 1921 - Lauro-Aimé Colliard, francesista italiano
- 1921 - Gunnar Eriksson, fondista svedese († 1982)
- 1921 - Maria Jottini, cantante italiana († 2007)
- 1921 - Renzo Zorzi, scrittore italiano († 2010)
- 1922 - Marco Brandolin, calciatore italiano († 2018)
- 1922 - Charles Brown, cantante e pianista statunitense († 1999)
- 1922 - Jozef Karel, allenatore di calcio e calciatore cecoslovacco († 2005)
- 1922 - Eleonora Morana, attrice italiana († 2011)
- 1922 - Aristide Nascenzi, calciatore italiano († 2015)
- 1922 - Antonia Pantojas, attivista e educatrice portoricana († 2002)
- 1922 - Edi Rada, pattinatore artistico su ghiaccio austriaco († 1997)
- 1922 - Yma Sumac, cantante peruviana († 2008)
- 1923 - Édouard Boubat, fotografo e giornalista francese († 1999)
- 1923 - Natália Correia, scrittrice portoghese († 1993)
- 1923 - Aurelio Fierro, cantante e attore italiano († 2005)
- 1923 - Claude Guillemin, mineralogista francese († 1994)
- 1923 - Zoja Kosmodem'janskaja, partigiana e militare sovietica († 1941)
- 1923 - Piero Maria Lugli, architetto italiano († 2008)
- 1923 - Albert Schwartz, naturalista e zoologo statunitense († 1992)
- 1923 - Ede Vadászi, cestista ungherese († 1995)
- 1924 - Norman Alden, attore statunitense († 2012)
- 1924 - Scott Brady, attore statunitense († 1985)
- 1924 - André Filippini, bobbista, dirigente sportivo e imprenditore svizzero († 2013)
- 1924 - Maurice Jarre, musicista e compositore francese († 2009)
- 1924 - John Murphy, cestista statunitense († 2003)
- 1924 - Israel Tal, generale israeliano († 2010)
- 1924 - Nada Žagar, partigiana slovena († 1944)
- 1925 - Mario Giovana, partigiano, giornalista e storico italiano († 2009)
- 1925 - Jack Mitchell, fotografo statunitense († 2013)
- 1925 - Enrico Ostermann, attore italiano († 2000)
- 1925 - Sergej Sal'nikov, calciatore e allenatore di calcio sovietico († 1984)
- 1925 - Gino Terreni, pittore e scultore italiano († 2015)
- 1925 - Mel Tormé, cantante e musicista statunitense († 1999)
- 1926 - Sidney David Drell, fisico statunitense († 2016)
- 1926 - Herb Goldstein, attore statunitense († 2005)
- 1926 - Renato Granata, magistrato italiano († 2017)
- 1926 - Franco Pedroni, allenatore di calcio e calciatore italiano († 2001)
- 1926 - Bruno Zanobio, medico e storico italiano († 2015)
- 1927 - Laura Cardoso, attrice e doppiatrice brasiliana
- 1927 - Maurice Lafont, allenatore di calcio e calciatore francese († 2005)
- 1927 - Francesco Smurra, politico italiano († 2021)
- 1927 - Tzannīs Tzannetakīs, politico greco († 2010)
- 1927 - Franz Ferdinand von Hohenberg, nobile austriaco († 1977)
- 1928 - Luigi Biscardi, politico italiano († 2019)
- 1928 - Diane Foster, velocista canadese († 1999)
- 1928 - Franzo Grande Stevens, avvocato italiano († 2025)
- 1928 - Robert Indiana, artista, scenografo e costumista statunitense († 2018)
- 1928 - Novello Pallanti, politico e sindacalista italiano († 1996)
- 1928 - Manlio Vineis, politico italiano († 2016)
- 1929 - Jan De Valck, ciclista su strada belga († 2010)
- 1929 - Nicolaj Ghiaurov, basso bulgaro († 2004)
- 1930 - Luigi Bretti, calciatore italiano († 2001)
- 1930 - Leonardo Colella, calciatore brasiliano († 2010)
- 1930 - Silvestro Ferrari, politico italiano († 1986)
- 1930 - James McLane, nuotatore statunitense († 2020)
- 1931 - Lucio Amelio, gallerista italiano († 1994)
- 1931 - Barbara Bain, attrice, regista teatrale e ex modella statunitense
- 1931 - Robert Bédard, ex tennista canadese
- 1931 - Saturnino Braga, politico e ingegnere brasiliano († 2024)
- 1931 - Marjorie Jackson, politica e ex velocista australiana
- 1931 - Adrienne Kennedy, drammaturga statunitense
- 1931 - Mário Torres, calciatore portoghese († 2020)
- 1931 - Yōji Yamada, regista e sceneggiatore giapponese
- 1932 - Vincenzo Affinito, calciatore italiano († 2021)
- 1932 - Whitey Bell, ex cestista statunitense
- 1932 - Billy Evans, cestista statunitense († 2020)
- 1932 - Mike MacDowel, pilota automobilistico britannico († 2016)
- 1932 - Raimo Heino, scultore, designer e medaglista finlandese († 1995)
- 1932 - Luca Ernesto Mellina, attore teatrale, doppiatore e psichiatra italiano
- 1932 - Renato Ponzini, ciclista su strada italiano († 2014)
- 1932 - Pedro Rubiano Sáenz, cardinale e arcivescovo cattolico colombiano († 2024)
- 1932 - Fred Wolf, animatore, designer e regista statunitense
- 1933 - Mario Albertarelli, giornalista e scrittore italiano († 1997)
- 1933 - Giancarlo Asteo, cestista e allenatore di pallacanestro italiano († 1986)
- 1933 - Claudio Costantini, storico e attivista italiano († 2009)
- 1933 - Bent Hansen, calciatore danese († 2001)
- 1933 - Donald Mackay, politico australiano († 1977)
- 1933 - Arif Məlikov, compositore azero († 2019)
- 1933 - Roberto Pasotti, pittore svizzero
- 1934 - Hans Maurer, ex bobbista tedesco
- 1934 - Tamara Andreevna Milaškina, soprano sovietico († 2024)
- 1934 - Umberto Padroni, critico musicale, scrittore e musicologo italiano
- 1934 - Tony Pickard, ex tennista e allenatore di tennis britannico
- 1934 - William Woolsey, nuotatore statunitense († 2022)
- 1935 - Giovanni Bergese, arcivescovo cattolico italiano († 1996)
- 1935 - Mario Curletto, schermidore, maestro di scherma e dirigente sportivo italiano († 2004)
- 1935 - Petre Mândru, allenatore di calcio e ex calciatore rumeno
- 1935 - Friedhelm Wentzke, ex canoista tedesco
- 1936 - Stefano Delle Chiaie, politico italiano († 2019)
- 1936 - Nedeljko Dragić, animatore, regista e fumettista croato
- 1936 - Joe E. Tata, attore statunitense († 2022)
- 1937 - Don Bluth, regista, animatore e produttore cinematografico statunitense
- 1937 - Alv Gjestvang, pattinatore di velocità su ghiaccio norvegese († 2016)
- 1937 - Gene Guarilia, cestista statunitense († 2016)
- 1937 - Pat O'Connell, allenatore di calcio e ex calciatore inglese
- 1938 - Claudio Cassinelli, attore italiano († 1985)
- 1938 - Angus Douglas-Hamilton, XV duca di Hamilton, nobile scozzese († 2010)
- 1938 - Charlie Hardnett, cestista statunitense († 2019)
- 1938 - Gaia Servadio, giornalista, saggista e artista italiana († 2021)
- 1938 - John Smith, politico britannico († 1994)
- 1939 - Arleen Auger, soprano statunitense († 1993)
- 1939 - Richard Kiel, attore statunitense († 2014)
- 1939 - Giovanni Rossino, politico italiano
- 1939 - Guntis Ulmanis, politico lettone
- 1939 - Joel Peter Witkin, fotografo statunitense
- 1940 - Óscar Arias Sánchez, politico costaricano
- 1940 - Plácido Bilbao, calciatore spagnolo († 2014)
- 1940 - Guido Bonino, politico italiano
- 1940 - Arturo Parisi, politico italiano
- 1940 - Adriana Rame, modella e attrice italiana († 2018)
- 1940 - Pierre-Luc Séguillon, giornalista francese († 2010)
- 1941 - Tadao Andō, architetto giapponese
- 1941 - Pierre Barthes, ex tennista francese
- 1941 - David Clayton-Thomas, cantautore e musicista canadese
- 1941 - Willie Murrell, cestista statunitense († 2018)
- 1941 - Henry Edward Roberts, ingegnere, inventore e medico statunitense († 2010)
- 1941 - Ahmet Necdet Sezer, politico turco
- 1941 - Mario Tamini, politico italiano
- 1941 - Klaus Wenda, compositore di scacchi austriaco
- 1941 - George Patrick Ziemann, vescovo cattolico statunitense († 2009)
- 1942 - Sieglinde Bräuer, sciatrice alpina austriaca († 2012)
- 1942 - Béla Károlyi, allenatore di ginnastica artistica rumeno († 2024)
- 1942 - Jan Kukal, ex tennista cecoslovacco
- 1942 - Joaquin Maria López de Andújar y Cánovas del Castillo, vescovo cattolico spagnolo
- 1943 - Luis Eduardo Aute, cantante, musicista e regista spagnolo († 2020)
- 1943 - Gary Garner, ex cestista e allenatore di pallacanestro statunitense
- 1943 - Ján Geleta, ex calciatore cecoslovacco
- 1943 - Bruno Pianta, etnomusicologo e musicista italiano († 2016)
- 1943 - Charlie Stukes, ex giocatore di football americano statunitense
- 1943 - Adolfo Zaldívar, politico e avvocato cileno († 2013)
- 1944 - Jacqueline Bisset, attrice e ex modella britannica
- 1944 - Peter Cetera, cantante e bassista statunitense
- 1944 - Juan García Ábrego, criminale messicano
- 1944 - Mauro Politi, giurista e magistrato italiano
- 1944 - Pat Stanton, allenatore di calcio e ex calciatore scozzese
- 1945 - Salvatore Misticone, attore italiano
- 1946 - María Izquierdo Rojo, politica, filologa e sindacalista spagnola
- 1946 - Frank Marshall, produttore cinematografico e regista statunitense
- 1946 - Franco Messina, pittore italiano
- 1946 - John Parker, ex pallanuotista statunitense
- 1946 - Carlo Torre, medico e criminologo italiano († 2015)
- 1947 - Piero Bernocchi, sindacalista, politico e saggista italiano
- 1947 - Jan Blažek, cestista cecoslovacco († 2016)
- 1947 - Kocis, cantautore italiano
- 1947 - Charles Hentz, ex cestista statunitense
- 1947 - Alfredo Pallone, politico italiano
- 1947 - Juan Cruz Sol, calciatore spagnolo († 2020)
- 1948 - Nell Carter, cantante e attrice statunitense († 2003)
- 1948 - Piero Cassano, compositore, editore e cantante italiano
- 1948 - Carla Cestari, farmacista italiana
- 1948 - Clyde Kusatsu, attore statunitense
- 1948 - Kathleen Lloyd, attrice statunitense
- 1948 - Dimitrios Nanopoulos, fisico greco
- 1948 - Curtis Perry, ex cestista statunitense
- 1948 - Sitiveni Rabuka, generale e politico figiano
- 1949 - Jim Cleamons, ex cestista e allenatore di pallacanestro statunitense
- 1949 - Burghart Klaußner, attore tedesco
- 1949 - Attila Ladinszky, calciatore ungherese († 2020)
- 1949 - Giorgio Silfer, scrittore e esperantista italiano
- 1949 - Mario Valeri, calciatore italiano († 2024)
- 1949 - Roger Williams, politico statunitense
- 1950 - Beni Alon, ex calciatore israeliano
- 1950 - Mauro Biglino, scrittore italiano
- 1950 - Włodzimierz Cimoszewicz, politico polacco
- 1950 - Douglas Lenat, informatico e dirigente d'azienda statunitense († 2023)
- 1950 - Jeff Lowe, alpinista e imprenditore statunitense († 2018)
- 1950 - Klaus Wunder, calciatore tedesco († 2024)
- 1951 - Manfred Eickerling, ex calciatore tedesco
- 1951 - Stefan Kjernholm, slittinista svedese († 2023)
- 1951 - Lin Chuan, politico taiwanese
- 1951 - Tolo Marton, chitarrista, armonicista e compositore italiano
- 1951 - Sven-Åke Nilsson, ex ciclista su strada svedese
- 1951 - Mathias Ri Iong-hoon, vescovo cattolico sudcoreano
- 1951 - Antonio Rotundo, politico italiano
- 1951 - Aleksandr Jakovlevič Rozenbaum, cantautore, attore e scrittore russo
- 1951 - Salva Kiir Mayardit, politico e generale sudsudanese
- 1951 - Jean Smart, attrice statunitense
- 1951 - Jerry Stubbs, ex wrestler statunitense
- 1951 - Fernando Teixeira dos Santos, politico portoghese
- 1951 - Art Wolfe, fotografo e ambientalista statunitense
- 1952 - Biyouna, attrice e cantante algerina
- 1952 - Don Was, produttore discografico e compositore statunitense
- 1952 - José Ernesto Díaz, calciatore colombiano († 2002)
- 1952 - Christine Estabrook, attrice statunitense
- 1952 - Ingrid Gfölner, ex sciatrice alpina austriaca
- 1952 - Randy Jones, cantante e attore statunitense
- 1952 - Johanna Schaller, ex ostacolista tedesca
- 1952 - Giuseppe Vaccarini, enologo italiano
- 1952 - Rex E. Wallace, etruscologo e linguista statunitense
- 1953 - Valdete Antoni, poetessa albanese
- 1953 - Claudio Di Prete, ex calciatore italiano
- 1953 - Taryn Power, attrice e insegnante statunitense († 2020)
- 1954 - Gerolamo Alchieri, attore, doppiatore e direttore del doppiaggio italiano
- 1954 - David Goodier, bassista inglese
- 1954 - Steve Kilbey, cantante e bassista britannico
- 1954 - Marisa Nicchi, politica e attivista italiana
- 1954 - Rauli Pudas, ex astista finlandese
- 1954 - Andrea Rinaldo, ingegnere, idrologo e ex rugbista a 15 italiano
- 1954 - Shigeharu Ueki, calciatore e allenatore di calcio giapponese († 2024)
- 1954 - Isiah Whitlock Jr., attore statunitense
- 1954 - Serra Yılmaz, attrice, regista e traduttrice turca
- 1955 - Kristinn Björnsson, allenatore di calcio e ex calciatore islandese
- 1955 - Brian H. Dierker, attore statunitense
- 1955 - Giuseppe Gerbi, ex siepista, mezzofondista e maratoneta italiano
- 1955 - Paco Lanciano, fisico e divulgatore scientifico italiano
- 1955 - Colin Moynihan, imprenditore, dirigente sportivo e politico inglese
- 1955 - Elena Vladislavovna Nikolaeva, regista sovietico
- 1955 - Angelo Piazza, avvocato e politico italiano
- 1955 - Enzo Scaini, calciatore italiano († 1983)
- 1955 - Andreas Staier, pianista e clavicembalista tedesco
- 1955 - Ennio Vanotti, ex ciclista su strada e dirigente sportivo italiano
- 1956 - Robert McFaul Campbell, calciatore nordirlandese († 2016)
- 1956 - Sergio Donadoni, ex cestista italiano
- 1956 - Alain Ducasse, cuoco e imprenditore monegasco
- 1956 - Pasquale Falcone, regista, sceneggiatore e attore italiano
- 1956 - Martin Hurson, rivoluzionario irlandese († 1981)
- 1956 - Geri Jewell, attrice e cabarettista statunitense
- 1956 - Giovanni Maddaloni, judoka e allenatore di judo italiano
- 1956 - David Mansfield, compositore e musicista statunitense
- 1956 - Nicolas Tiangaye, politico centrafricano
- 1957 - Vinny Appice, batterista statunitense
- 1957 - Judy Blumberg, ex danzatrice su ghiaccio statunitense
- 1957 - Cesare Bocci, attore e conduttore televisivo italiano
- 1957 - Adolfino Cañete, ex calciatore paraguaiano
- 1957 - Susumu Chiba, doppiatore giapponese
- 1957 - Mal Donaghy, ex calciatore nordirlandese
- 1957 - Pinella Dragani, doppiatrice italiana
- 1957 - Erkki Laine, hockeista su ghiaccio finlandese († 2009)
- 1957 - Donatella Maiorca, regista italiana
- 1957 - Ferdinand Marcos Jr., politico filippino
- 1957 - Adolfo Margiotta, comico, personaggio televisivo e attore italiano
- 1958 - Policarp Hortolà, biologo spagnolo
- 1958 - Jean-Marc Loustau, compositore di scacchi francese
- 1958 - Luigi Petrucci, attore italiano
- 1958 - Piero Rebaudengo, dirigente sportivo e ex pallavolista italiano
- 1958 - Peter Wirnsberger, ex sciatore alpino austriaco
- 1958 - Robert Millar, ex ciclista su strada britannico
- 1959 - Eber Bueno, ex calciatore uruguaiano
- 1959 - Henrique Valmir da Conceição, allenatore di calcio e ex calciatore brasiliano
- 1959 - Paola Fantato, arciera italiana
- 1959 - Billy Jackson, ex giocatore di football americano statunitense
- 1959 - Kathy Johnson, ex ginnasta statunitense
- 1959 - Emanuela Lorenzon, ex ciclista su strada italiana
- 1959 - Marino Magrin, ex calciatore italiano
- 1959 - Luciano Marchitiello, doppiatore italiano
- 1959 - Ralph Northam, politico e medico statunitense
- 1959 - Ed Sherod, ex cestista statunitense
- 1959 - Achille Superbi, disegnatore italiano
- 1959 - Nick Vallelonga, attore, regista e produttore cinematografico statunitense
- 1959 - Chuck Wright, bassista statunitense
- 1960 - Kevin Carter, giornalista e fotografo sudafricano († 1994)
- 1960 - Natale Chiaudani, cavaliere italiano
- 1960 - Étienne Dagon, ex nuotatore svizzero
- 1960 - Chuck Edwards, politico statunitense
- 1960 - Mike Pagel, ex giocatore di football americano statunitense
- 1960 - Patxi Rípodas, ex calciatore spagnolo
- 1960 - Hubert Schwarz, dirigente sportivo tedesco
- 1960 - Marleen Vandermarliere, ex cestista belga
- 1960 - Frank Wormuth, allenatore di calcio e ex calciatore tedesco
- 1961 - Laura Boccanera, doppiatrice e direttrice del doppiaggio italiana
- 1961 - Luigi Brugnaro, imprenditore, dirigente d'azienda e dirigente sportivo italiano
- 1961 - Željko Buvač, dirigente sportivo, allenatore di calcio e ex calciatore bosniaco
- 1961 - Pancho Campo, enologo e imprenditore cileno
- 1961 - Michael Joseph Dooley, vescovo cattolico neozelandese
- 1961 - Fiona, cantante e attrice statunitense
- 1961 - KK Null, musicista e compositore giapponese
- 1961 - Alessandro Lanaro, imprenditore e ex giocatore di curling italiano
- 1961 - Nigel Lloyd, ex cestista, allenatore di pallacanestro e dirigente sportivo barbadiano
- 1961 - Dave Mustaine, cantante, chitarrista e produttore discografico statunitense
- 1961 - Massimo Onofri, scrittore, critico letterario e saggista italiano
- 1961 - Peter Roskam, politico e avvocato statunitense
- 1962 - Hisao Egawa, doppiatore giapponese
- 1962 - Brian Fowler, ex ciclista su strada neozelandese
- 1962 - Anthony Jones, ex cestista statunitense
- 1962 - Gyula Pálóczi, lunghista ungherese († 2009)
- 1962 - Giovanni Sanga, politico italiano
- 1962 - Emil Tode, scrittore estone
- 1962 - Ann Wagner, politica e ambasciatrice statunitense
- 1962 - Loris Zanotti, ex calciatore sammarinese
- 1963 - Jurij Aleksandrov, pugile sovietico († 2013)
- 1963 - Mauro Castagnaro, giornalista, politologo e editore italiano
- 1963 - Paolo Ciampi, giornalista e scrittore italiano
- 1963 - Valéry Demory, cestista e allenatore di pallacanestro francese
- 1963 - Konrad Dryden, musicologo, biografo e baritono statunitense
- 1963 - Phillip Dutton, cavaliere australiano
- 1963 - Franco Gramenzi, allenatore di pallacanestro italiano
- 1963 - Dietmar Köhlbichler, ex sciatore alpino austriaco
- 1963 - Nicola Mingo, chitarrista italiano
- 1963 - Isidro Ortiz, regista spagnolo
- 1963 - Sergej Podpalyj, allenatore di calcio e ex calciatore sovietico
- 1963 - Sophie in 't Veld, politica olandese
- 1964 - Antonella Bertoni, danzatrice e coreografa italiana
- 1964 - Paul Bodin, allenatore di calcio e ex calciatore gallese
- 1964 - Giovanni Colasante, ex calciatore italiano
- 1964 - Jorge Célico, allenatore di calcio e ex calciatore argentino
- 1964 - Ivan Gazidis, dirigente sportivo sudafricano
- 1964 - Michael Kohlhase, informatico e matematico tedesco
- 1964 - Mladen Mladenović, ex calciatore croato
- 1964 - Andrea Mura, velista e ex politico italiano
- 1964 - Richard Tice, imprenditore e politico britannico
- 1965 - Diego Aguirre, allenatore di calcio e ex calciatore uruguaiano
- 1965 - Valerio Cattaneo, ex politico italiano
- 1965 - Diego Cattoni, dirigente d'azienda italiano
- 1965 - Elisabetta Coraini, attrice italiana
- 1965 - Annie Duke, giocatrice di poker statunitense
- 1965 - Yusuf Erboy, ex cestista turco
- 1965 - Mariana Kosturkova, ex cestista e allenatrice di pallacanestro bulgara
- 1965 - Adam Krzesiński, ex schermidore polacco
- 1965 - César Loyola, ex calciatore peruviano
- 1965 - Sam Mostyn, imprenditrice, attivista e politica australiana
- 1965 - Cinzia Pennesi, pianista, direttrice d'orchestra e compositrice italiana
- 1965 - Neil Price, archeologo e antropologo inglese
- 1965 - Antonio Rivas Martínez, ex calciatore e allenatore di calcio spagnolo
- 1965 - Zak Starkey, batterista britannico
- 1966 - Joel Beeson, attore statunitense († 2017)
- 1966 - Azzedine Brahmi, ex siepista algerino
- 1966 - Natal'ja Egorova, ex tennista sovietica
- 1966 - Maria Furtwängler, attrice, personaggio televisivo e medico tedesca
- 1966 - Igor' Kravčuk, ex hockeista su ghiaccio russo
- 1966 - Thierry Laurent, ex ciclista su strada francese
- 1966 - Louis Mandylor, attore australiano
- 1966 - Igor Radojičić, politico bosniaco
- 1966 - Filip Šovagović, attore e poeta croato
- 1966 - Josh Stein, politico e avvocato statunitense
- 1967 - Elisa Ambanelli, dirigente d'azienda italiana
- 1967 - Warren Aspinall, ex calciatore inglese
- 1967 - Richard Denhardt, ex rugbista a 15 neozelandese
- 1967 - Gábor Gerstenmájer, allenatore di calcio e ex calciatore romeno
- 1967 - Luca Gotti, allenatore di calcio e ex calciatore italiano
- 1967 - Michael Johnson, ex velocista statunitense
- 1967 - Slobodan Kovač, allenatore di pallavolo e ex pallavolista serbo
- 1967 - Ripper Owens, cantante statunitense
- 1967 - Stephen Perkins, batterista e percussionista statunitense
- 1967 - Nadia Rinaldi, attrice italiana
- 1967 - Austin Anthony Vetter, vescovo cattolico statunitense
- 1967 - David Wise, compositore inglese
- 1968 - Marina Berlinghieri, politica italiana
- 1968 - Ole Bjur, dirigente sportivo e ex calciatore danese
- 1968 - Brad Johnson, ex giocatore di football americano statunitense
- 1968 - A J Kitt, ex sciatore alpino statunitense
- 1968 - Santi Millán, attore e conduttore televisivo spagnolo
- 1968 - Roberto Monserrat, ex calciatore argentino
- 1968 - Phajol Moolsan, ex pugile thailandese
- 1968 - Qiao Yunping, ex tennistavolista cinese
- 1968 - Jeff Saibene, allenatore di calcio e ex calciatore lussemburghese
- 1968 - Benjamin Schmid, violinista austriaco
- 1968 - Emma Wiklund, supermodella e attrice svedese
- 1968 - Bernie Williams, ex giocatore di baseball portoricano
- 1969 - Lidija Abrlić, ex cestista croata
- 1969 - Amma Asante, regista e sceneggiatrice britannica
- 1969 - Daniel Fonseca, procuratore sportivo e ex calciatore uruguaiano
- 1969 - Dominic Fumusa, attore statunitense
- 1969 - Jorge Glas, politico ecuadoriano
- 1969 - Lina Gálvez Muñoz, politica e storica spagnola
- 1969 - Soňa Hudecová, ex cestista slovacca
- 1969 - Joe Montemurro, allenatore di calcio e ex calciatore australiano
- 1969 - Tyler Perry, commediografo, sceneggiatore e regista statunitense
- 1969 - Andrej Proškin, regista russo
- 1969 - Gustavo Siviero, allenatore di calcio e ex calciatore argentino
- 1969 - Shane Warne, crickettista australiano († 2022)
- 1970 - Everton Giovanella, ex calciatore brasiliano
- 1970 - Martín Herrera, ex calciatore argentino
- 1970 - Louise Lombard, attrice britannica
- 1970 - Yuki Matsuoka, attrice e doppiatrice giapponese
- 1970 - Luke Sauder, ex sciatore alpino canadese
- 1970 - Alexander Thaler, ex hockeista su ghiaccio italiano
- 1970 - Jean-Luc Vannuchi, allenatore di calcio e ex calciatore francese
- 1971 - Bradley Allen, allenatore di calcio e ex calciatore inglese
- 1971 - Ezio Bosso, compositore, pianista e contrabbassista italiano († 2020)
- 1971 - Mladen Dabanovič, ex calciatore sloveno
- 1971 - Svetlana Gladyševa, dirigente sportiva e ex sciatrice alpina russa
- 1971 - Stefano Graziano, politico italiano
- 1971 - Goran Ivanišević, allenatore di tennis e ex tennista croato
- 1971 - Shawnae Jebbia, modella statunitense
- 1971 - Helgi Kolviðsson, allenatore di calcio e ex calciatore islandese
- 1971 - Stella McCartney, stilista inglese
- 1971 - Alexis Petridis, giornalista e critico musicale britannico
- 1971 - Stefano Razzetti, allenatore di calcio e ex calciatore italiano
- 1971 - Ann Elen Skjelbreid, ex biatleta norvegese
- 1971 - Alexandru Tudor, arbitro di calcio rumeno
- 1972 - Sulaiman Al-Mazroui, ex calciatore omanita
- 1972 - Lennart Bak, ex calciatore danese
- 1972 - Bang Soo-hyun, giocatrice di badminton sudcoreana
- 1972 - Alessandro Budroni, doppiatore e direttore del doppiaggio italiano
- 1972 - Andrea Causin, politico italiano
- 1972 - Kelly Chen, cantante e attrice cinese
- 1972 - Ángel Cuéllar, ex calciatore spagnolo
- 1972 - Florin Cârstea, ex calciatore rumeno
- 1972 - Olivier Echouafni, allenatore di calcio e ex calciatore francese
- 1972 - Andreas Mayer, allenatore di calcio e calciatore tedesco
- 1972 - Maurice Ntounou, ex calciatore della Repubblica del Congo
- 1972 - Parsa Pirouzfar, attore, regista teatrale e drammaturgo iraniano
- 1972 - Ketty Roselli, attrice e ballerina italiana († 2023)
- 1973 - Christian Albini, docente italiano († 2017)
- 1973 - Christine Arron, ex velocista francese
- 1973 - Andrėj Astroŭcki, ex calciatore bielorusso
- 1973 - Dominique Aulanier, calciatore francese († 2020)
- 1973 - Fabio Cannavaro, allenatore di calcio e ex calciatore italiano
- 1973 - Michele Cavarretta, arbitro di calcio italiano
- 1973 - Harald Cerny, allenatore di calcio e ex calciatore austriaco
- 1973 - Mahima Chaudhry, attrice indiana
- 1973 - Maurizio Del Tenno, politico italiano
- 1973 - Brian Evans, ex cestista statunitense
- 1973 - Zsombor Kerekes, ex calciatore ungherese
- 1973 - Travis Knight, animatore, produttore cinematografico e regista statunitense
- 1973 - Marcelinho Paulista, ex calciatore brasiliano
- 1973 - Carlos Montovaneli, ex giocatore di calcio a 5 brasiliano
- 1973 - Carlo Nash, ex calciatore inglese
- 1973 - Olga Pfeifer, ex cestista tedesca
- 1973 - Manuel Raga, ex cestista svizzero
- 1973 - Cedric Richmond, politico e avvocato statunitense
- 1973 - Casper Steyn, allenatore di rugby a 15 e rugbista a 15 sudafricano
- 1973 - René Weiler, allenatore di calcio e ex calciatore svizzero
- 1974 - Edi Andradina, allenatore di calcio e ex calciatore brasiliano
- 1974 - Ale Bavo, musicista, produttore discografico e compositore italiano
- 1974 - Baýramnyýaz Berdiýew, ex calciatore turkmeno
- 1974 - Travis Knight, ex cestista statunitense
- 1974 - Thomas Lund, ex ballerino danese
- 1974 - Matt Patricia, ex giocatore di football americano, allenatore di football americano e ingegnere aeronautico statunitense
- 1974 - Jason Peter, ex giocatore di football americano statunitense
- 1974 - Craig Rivet, ex hockeista su ghiaccio canadese
- 1974 - Marco Simoni, manager e dirigente pubblico italiano
- 1974 - Song Seon-mi, attrice sudcoreana
- 1974 - Nelson Sopha, calciatore seychellese
- 1974 - Óscar Vales, ex calciatore spagnolo
- 1975 - Sandy Balestra, ex attrice pornografica e politica svizzera
- 1975 - Ian Carey, produttore discografico e disc jockey statunitense († 2021)
- 1975 - Peter Ho, attore e cantante statunitense
- 1975 - Sonia Huguet, ex ciclista su strada francese
- 1975 - Akimine Kamijyo, fumettista giapponese
- 1975 - Sean McClain, schermidore statunitense
- 1975 - Abdelnasser Ouadah, ex calciatore algerino
- 1975 - Martín Schusterman, ex rugbista a 15 argentino
- 1975 - Patricia Spehar, modella francese
- 1975 - Idan Tal, ex calciatore israeliano
- 1976 - David Giubilato, ex calciatore italiano
- 1976 - Robert James-Collier, attore e modello britannico
- 1976 - Ro Khanna, politico e avvocato statunitense
- 1976 - Tami Kiuru, ex saltatore con gli sci finlandese
- 1976 - Nicky Little, rugbista a 15 neozelandese
- 1976 - Puma Swede, ex attrice pornografica svedese
- 1976 - Miho Takeda, sincronetta giapponese
- 1976 - José Théodore, ex hockeista su ghiaccio canadese
- 1976 - Colin Trevorrow, regista, sceneggiatore e produttore cinematografico statunitense
- 1976 - Jarosław Wałęsa, politico polacco
- 1976 - Fabio Zanelli, ex cestista italiano
- 1977 - Fiona Apple, cantautrice e pianista statunitense
- 1977 - Rickard Axberg, ex calciatore svedese
- 1977 - Eirik Bakke, allenatore di calcio e ex calciatore norvegese
- 1977 - Alan Cagaev, ex sollevatore bulgaro
- 1977 - Paolo Calcinaro, politico italiano
- 1977 - Vitorino Hilton, ex calciatore brasiliano
- 1977 - Mario La Canna, allenatore di calcio e ex calciatore italiano
- 1977 - Jérôme Ruggiero, stilista italiano
- 1977 - Yanding Tomda, ex calciatore papuano
- 1977 - Johnny Walker, ex calciatore statunitense
- 1977 - Zéphirin Zoko, ex calciatore ivoriano
- 1978 - Stead, cantante, chitarrista e polistrumentista italiano
- 1978 - Marlyne Barrett, attrice statunitense
- 1978 - Matej Černič, pallavolista italiano
- 1978 - Swizz Beatz, rapper, produttore discografico e imprenditore statunitense
- 1978 - Paulo Graça, giocatore di beach soccer portoghese
- 1978 - Andrew Hore, ex rugbista a 15 neozelandese
- 1978 - Jameka Jones, ex cestista statunitense
- 1978 - Eliana Longi, politica italiana
- 1978 - Irina Peršina, sincronetta russa
- 1978 - Lior Shamriz, regista cinematografico, sceneggiatore e montatore israeliano
- 1978 - Riton, disc jockey e produttore discografico britannico
- 1978 - Peter Sunde, informatico, imprenditore e attivista svedese
- 1978 - Takuya Suzumura, ex calciatore e ex giocatore di calcio a 5 giapponese
- 1978 - Darren Philip Ward, ex calciatore inglese
- 1978 - Elisabeth Willeboordse, judoka olandese
- 1979 - Geike Arnaert, cantante belga
- 1979 - Ulıqbek Asanbayev, ex calciatore kazako
- 1979 - Jamie Day, allenatore di calcio e ex calciatore inglese
- 1979 - Anke De Mondt, ex cestista belga
- 1979 - Marián Dirnbach, ex calciatore slovacco
- 1979 - Manuel Friedrich, ex calciatore tedesco
- 1979 - Linda Grubben, ex biatleta norvegese
- 1979 - Ivan Miljković, dirigente sportivo e ex pallavolista serbo
- 1979 - Demián Rugna, regista e sceneggiatore argentino
- 1979 - Mariam Sy, ex cestista maliana
- 1979 - Julio César de León, calciatore honduregno
- 1980 - Keith Joseph Andrews, allenatore di calcio e ex calciatore irlandese
- 1980 - Curtis Borchardt, ex cestista statunitense
- 1980 - Cristiana Capotondi, attrice e dirigente sportiva italiana
- 1980 - Jason Cook, attore, produttore cinematografico e regista statunitense
- 1980 - Yuri da Cunha, cantante angolano
- 1980 - Eduardo Dias, ex giocatore di calcio a 5 brasiliano
- 1980 - Bassam Dâassi, ex calciatore tunisino
- 1980 - Masaki Fukai, ex calciatore giapponese
- 1980 - Kathrin Holz, schermitrice tedesca
- 1980 - Han Chae-young, attrice sudcoreana
- 1980 - Abass Lawal, allenatore di calcio e ex calciatore nigeriano
- 1980 - Daisuke Matsuzaka, giocatore di baseball giapponese
- 1980 - Alexander Ødegaard, ex calciatore norvegese
- 1980 - Gilberto Ribeiro Gonçalves, ex calciatore brasiliano
- 1980 - Karl Robinson, allenatore di calcio e ex calciatore inglese
- 1980 - Nicky Salapu, calciatore samoano americano
- 1980 - Ricardo Santos Lago, ex calciatore brasiliano
- 1980 - Ben Savage, attore statunitense
- 1980 - Simone Tiberti, pallavolista italiano
- 1980 - Riccardo Trombetta, autore televisivo, conduttore televisivo e produttore televisivo italiano
- 1980 - Tomáš Zápotočný, ex calciatore ceco
- 1981 - Kemal Bourhani, ex calciatore francese
- 1981 - Koldo Fernández, ex ciclista su strada spagnolo
- 1981 - George Gebro, ex calciatore liberiano
- 1981 - Adel Jadou, ex calciatore qatariota
- 1981 - Antonio López Guerrero, ex calciatore spagnolo
- 1981 - Angelina Love, wrestler canadese
- 1981 - Gilmar Pelentir, giocatore di calcio a 5 brasiliano
- 1981 - Paitoon Tiepma, calciatore thailandese
- 1982 - Marina Aitova, ex altista kazaka
- 1982 - Soraya Arnelas, cantante spagnola
- 1982 - Tanguy Barro, ex calciatore burkinabé
- 1982 - Valentina D'Agostino, attrice italiana
- 1982 - Lloyd Dyer, ex calciatore inglese
- 1982 - Wuiswell Isea, ex calciatore venezuelano
- 1982 - Stanley Kgatla, ex calciatore sudafricano
- 1982 - Paolo Maggioni, conduttore radiofonico e giornalista italiano
- 1982 - Valerio Marini, arbitro di calcio italiano
- 1982 - Maybyner Rodney Hilário, ex cestista brasiliano
- 1982 - Giles Panton, attore canadese
- 1982 - J.G. Quintel, animatore, autore televisivo e doppiatore statunitense
- 1982 - Ri Kwang-myong, ex calciatore nordcoreano
- 1982 - Florian Stalder, ex ciclista su strada svizzero
- 1982 - Miha Zupan, ex cestista sloveno
- 1983 - James Bourne, cantautore, compositore e polistrumentista britannico
- 1983 - Leanne Cope, ballerina, attrice e cantante inglese
- 1983 - Han Peng, ex calciatore cinese
- 1983 - Kaoklai Kaennorsing, kickboxer e thaiboxer thailandese
- 1983 - Marko Lomić, ex calciatore serbo
- 1983 - Ervin Mete, politico albanese
- 1983 - Matteo Paris, pallavolista italiano
- 1983 - Rico Peter, bobbista svizzero
- 1983 - Eduard Ratnikov, ex calciatore estone
- 1983 - Corey Santee, ex cestista statunitense
- 1983 - Amir Spahić, ex calciatore bosniaco
- 1983 - Chris Wyles, ex rugbista a 15 statunitense
- 1983 - François Zoko, ex calciatore ivoriano
- 1984 - Pablo Andrés Aguilar, ex calciatore argentino
- 1984 - Baron Corbin, wrestler e ex giocatore di football americano statunitense
- 1984 - Đorđe Čotra, ex calciatore serbo
- 1984 - Eva Grieco, danzatrice e attrice italiana
- 1984 - Petra Kulichová, ex cestista ceca
- 1984 - Aitor Sanz, calciatore spagnolo
- 1984 - Polina Semionova, ballerina russa
- 1984 - Hanati Silamu, pugile cinese
- 1984 - Darryl Tapp, ex giocatore di football americano e allenatore di football americano statunitense
- 1984 - Jamaal Tatum, ex cestista statunitense
- 1985 - Juan Aguilera Núñez, ex calciatore spagnolo
- 1985 - Elena Bruno, calciatrice e allenatrice di calcio italiana
- 1985 - Naoki Ishikawa, ex calciatore giapponese
- 1985 - Bryan Jordan, ex calciatore statunitense
- 1985 - Christian Kum, ex calciatore olandese
- 1985 - Vella Lovell, attrice statunitense
- 1985 - Nikola Mikić, allenatore di calcio e ex calciatore serbo
- 1985 - Fredrik Nordkvelle, calciatore norvegese
- 1985 - Jeroen Rauwerdink, pallavolista olandese
- 1985 - Olivier Rousteing, stilista francese
- 1985 - Olrish Saurel, calciatore haitiano
- 1985 - Freddie Wong, regista e youtuber statunitense
- 1986 - Jonathan Aka, ex cestista francese
- 1986 - Aleksandr Belenov, calciatore russo
- 1986 - Giulia Candiago, conduttrice televisiva e ex sciatrice alpina italiana
- 1986 - Steve Colpaert, ex calciatore belga
- 1986 - Aoife Cooke, mezzofondista e maratoneta irlandese
- 1986 - Marco Giansante, doppiatore italiano
- 1986 - Derek Hardman, giocatore di football americano statunitense
- 1986 - Henri Hurskainen, giocatore di badminton svedese
- 1986 - Kamui Kobayashi, pilota automobilistico giapponese
- 1986 - Pablo Marrochi, pallamanista uruguaiano
- 1986 - Thomas Prager, calciatore austriaco
- 1986 - Sean Williams, ex cestista statunitense
- 1987 - Gabriel Arias, calciatore argentino
- 1987 - Fraizer Campbell, ex calciatore inglese
- 1987 - Edenilson Bergonsi, ex calciatore brasiliano
- 1987 - Luke Fitzgerald, ex rugbista a 15 irlandese
- 1987 - G.NA, cantante canadese
- 1987 - Jonathan de Guzmán, calciatore canadese
- 1987 - Ai Kayano, doppiatrice e cantante giapponese
- 1987 - Vincent Kipruto, maratoneta keniota
- 1987 - Ihor Korotec'kyj, ex calciatore ucraino
- 1987 - Snoh Aalegra, cantautrice svedese
- 1987 - Cvetana Pironkova, tennista bulgara
- 1987 - Oumar Sissoko, calciatore maliano
- 1987 - Ljubov' Sobol', politica, attivista e avvocata russa
- 1987 - Almamy Sogoba, calciatore maliano
- 1987 - Amir Kamal Suliman, calciatore sudanese
- 1987 - Dīmītrīs Sōtīriou, calciatore greco
- 1987 - Simon Walton, ex calciatore inglese
- 1987 - Pimentinha, calciatore brasiliano
- 1988 - Cameron Bowen, attore statunitense
- 1988 - Eva-Maria Brem, ex sciatrice alpina austriaca
- 1988 - Laura Campos, ex ginnasta spagnola
- 1988 - Rosario Esposito La Rossa, scrittore italiano
- 1988 - Aleksandra Fedoriva, velocista e ostacolista russa
- 1988 - Mantas Fridrikas, calciatore lituano
- 1988 - Ricardo Machado, calciatore portoghese
- 1988 - Rasmus Minor Petersen, ex calciatore danese
- 1988 - Oh Seung-ah, attrice e cantante sudcoreana
- 1988 - Radu Paliciuc, cestista rumeno
- 1988 - Dan Palmer, rugbista a 15 e allenatore di rugby a 15 australiano
- 1988 - Lester Peltier, calciatore trinidadiano
- 1988 - Jurij Podladčikov, snowboarder russo
- 1988 - Luis Rentería, calciatore panamense († 2014)
- 1988 - Manuel Sánchez López, calciatore spagnolo
- 1988 - Keith Treacy, ex calciatore irlandese
- 1988 - Nobuyuki Tsujii, pianista giapponese
- 1988 - Tommi Vaiho, calciatore svedese
- 1988 - Sarivahy Vombola, calciatore malgascio
- 1988 - Marcus Walden, giocatore di baseball statunitense
- 1988 - Wang Ki-chun, judoka sudcoreano
- 1989 - Marvin Bakalorz, calciatore tedesco
- 1989 - Iván Bella, ex calciatore argentino
- 1989 - Martina Caironi, atleta paralimpica italiana
- 1989 - Luciano Castán, calciatore brasiliano
- 1989 - Freek Heerkens, ex calciatore olandese
- 1989 - Charles Mitchell, giocatore di football americano statunitense
- 1989 - Thomas Müller, calciatore tedesco
- 1989 - William Owusu, calciatore ghanese
- 1989 - Antonio Santoro, ex ciclista su strada italiano
- 1989 - Daniel Vujasinović, cestista sloveno
- 1990 - Tiago Almeida, calciatore portoghese
- 1990 - Jamie Anderson, snowboarder statunitense
- 1990 - Tomaz Braga, giocatore di calcio a 5 brasiliano
- 1990 - Kenan Horić, calciatore bosniaco
- 1990 - Jakub Jáně, canoista ceco
- 1990 - Sergio Llorente, cestista spagnolo
- 1990 - Miloš Lopičić, cestista montenegrino
- 1990 - Lebogang Manyama, ex calciatore sudafricano
- 1990 - A.J. McCarron, giocatore di football americano statunitense
- 1990 - Atsutaka Nakamura, calciatore giapponese
- 1990 - Luciano Narsingh, calciatore olandese
- 1990 - Fransy Ochoa, ex cestista cubana
- 1990 - Marko Pršić, giocatore di calcio a 5 serbo
- 1990 - Aleksandra Skochilenko, artista e attivista russa
- 1990 - Adam Žampa, sciatore alpino slovacco
- 1991 - Ksenija Afanas'eva, ex ginnasta russa
- 1991 - Daniel Aleksandrov, lottatore bulgaro
- 1991 - Olta Boka, cantante albanese
- 1991 - Sonny Bradley, calciatore inglese
- 1991 - Benjamin Conz, hockeista su ghiaccio svizzero
- 1991 - Albi Dosti, calciatore albanese
- 1991 - C.J. Fair, ex cestista statunitense
- 1991 - Abdoulaye Gaye, calciatore mauritano
- 1991 - Thom Green, attore e ballerino australiano
- 1991 - Jochem Jansen, ex calciatore olandese
- 1991 - Kofi Josephs, cestista britannico
- 1991 - Arthur Lanigan-O'Keeffe, pentatleta irlandese
- 1991 - Cecilia Okoye, ex cestista statunitense
- 1991 - Maria Perrusi, modella italiana
- 1991 - Nego Tembeng, calciatore camerunese
- 1991 - Madli Vilsar, modella estone
- 1991 - Wanderson Henrique do Nascimento Silva, calciatore brasiliano
- 1992 - Dellafuente, rapper spagnolo
- 1992 - Marko Gobeljić, calciatore serbo
- 1992 - Alexander González, calciatore venezuelano
- 1992 - Yonatan Jordan Mosquera, calciatore colombiano
- 1992 - Vasilios Konstantinou, altista cipriota
- 1992 - Filip Najdovski, calciatore macedone
- 1992 - Saif Rashid, calciatore emiratino
- 1992 - Rachel Rowe, calciatrice gallese
- 1992 - Valentina Ruzza, rugbista a 15 italiana
- 1992 - Salem Sultan, calciatore emiratino
- 1992 - Tiziana Veglia, ex pallavolista italiana
- 1992 - Darren Waller, giocatore di football americano statunitense
- 1993 - Alexandru Băluță, calciatore rumeno
- 1993 - Damiano Cima, ex ciclista su strada italiano
- 1993 - Clément Couturier, calciatore francese
- 1993 - Aisha Dee, attrice australiana
- 1993 - Randy Gazzola, hockeista su ghiaccio canadese
- 1993 - José Luis Gómez, calciatore argentino
- 1993 - Niall Horan, cantante irlandese
- 1993 - Mirko Ivanić, calciatore serbo
- 1993 - Dartez Jacobs, giocatore di football americano statunitense
- 1993 - Luis López Fernández, calciatore honduregno
- 1993 - Alice Merton, cantautrice tedesca
- 1993 - Ivan Schranz, calciatore slovacco
- 1993 - Alexia Sedykh, martellista francese
- 1993 - Will Vaulks, calciatore gallese
- 1994 - Gennadiy Adams, giocatore di football americano statunitense
- 1994 - Lucas Andersen, calciatore danese
- 1994 - Leonor Andrade, cantante e attrice portoghese
- 1994 - Kiran Badloe, velista olandese
- 1994 - Side Baby, rapper italiano
- 1994 - Khallid Hart, ex cestista statunitense
- 1994 - Sepp Kuss, ciclista su strada statunitense
- 1994 - Chirine Lamti, calciatrice danese
- 1994 - Mana Mihashi, ex calciatrice giapponese
- 1994 - Joel Pohjanpalo, calciatore finlandese
- 1994 - Ahmed Waseem Razeek, calciatore tedesco
- 1994 - Troy Reeder, giocatore di football americano statunitense
- 1994 - Quillan Roberts, calciatore canadese
- 1994 - Anna Karolína Schmiedlová, tennista slovacca
- 1994 - Nick Schultz, ciclista su strada australiano
- 1994 - Layton Williams, attore e ballerino britannico
- 1994 - Ayaka Ōhashi, doppiatrice e cantante giapponese
- 1995 - Daniel Amigo, cestista statunitense
- 1995 - Jordan Bardella, politico francese
- 1995 - Alexis Bbakka, calciatore ugandese
- 1995 - Robert Bolick, cestista filippino
- 1995 - Néstor Breitenbruch, calciatore argentino
- 1995 - Playboi Carti, rapper statunitense
- 1995 - Gabriela DeBues-Stafford, mezzofondista canadese
- 1995 - Coşqun Diniyev, calciatore azero
- 1995 - Ljupčo Doriev, calciatore macedone
- 1995 - Travis Fulgham, giocatore di football americano statunitense
- 1995 - Robbie Kay, attore britannico
- 1995 - Giuditta Lualdi, ex pallavolista italiana
- 1995 - Aishi Manula, calciatore tanzaniano
- 1995 - Adonxs, cantautore, ballerino e attivista slovacco
- 1995 - Eddy Piñeiro, ex calciatore e giocatore di football americano statunitense
- 1995 - Jobson, calciatore brasiliano
- 1996 - Kadir Bayram, cestista turco
- 1996 - Corey Bojorquez, giocatore di football americano statunitense
- 1996 - Paolo Ceccon, canoista italiano
- 1996 - Cheick Diallo, cestista maliano
- 1996 - Pablo Matías González Maciel, calciatore uruguaiano
- 1996 - Deniz Hümmet, calciatore svedese
- 1996 - Ross Matiscik, giocatore di football americano statunitense
- 1996 - Mykola Mykytjuk, giocatore di calcio a 5 ucraino
- 1996 - Neto Borges, calciatore brasiliano
- 1996 - Petar Popović, cestista montenegrino
- 1996 - Lili Reinhart, attrice statunitense
- 1996 - Barbora Votíková, calciatrice ceca
- 1997 - Holly Aitchison, rugbista a 15 britannica
- 1997 - Nicolas Dalla Valle, ex ciclista su strada e ex pistard italiano
- 1997 - Nicola Dalmonte, calciatore italiano
- 1997 - James Daniels, giocatore di football americano statunitense
- 1997 - Törles Knöll, calciatore tedesco
- 1997 - Žirayr Margaryan, calciatore armeno
- 1997 - Abdinur Mohamud, calciatore somalo
- 1997 - Franco Moyano, calciatore argentino
- 1997 - Jonathan Perlaza, calciatore ecuadoriano
- 1997 - Nicola Salsi, pallavolista italiano
- 1998 - Falah Waleed, calciatore emiratino
- 1998 - Stefan Bissegger, ciclista su strada e pistard svizzero
- 1998 - Thomas Bonnet, ciclista su strada e ciclocrossista francese
- 1998 - Alexander Dunn, giocatore di badminton britannico
- 1998 - Kai Edwards, ex nuotatore australiano
- 1998 - Noemi Manno, calciatrice italiana
- 1998 - José Rivas, calciatore venezuelano
- 1998 - Jhohan Romaña, calciatore colombiano
- 1998 - Nikola Stevanović, calciatore serbo
- 1998 - Léo Scienza, calciatore brasiliano
- 1998 - LaDazhia Williams, cestista statunitense
- 1998 - Nell Williams, attrice britannica
- 1999 - Alex Formenton, ex hockeista su ghiaccio canadese
- 1999 - Romio Goliath, lottatore namibiano
- 1999 - Fraser Hornby, calciatore scozzese
- 1999 - Lexie Hull, cestista statunitense
- 1999 - Julius Johansen, pistard e ciclista su strada danese
- 1999 - Michael John Lema, calciatore tanzaniano
- 1999 - Pedro Porro, calciatore spagnolo
- 1999 - Monchu, calciatore spagnolo
- 1999 - Lucas Sanabria, calciatore paraguaiano
- 1999 - Khadim Sow, cestista senegalese
- 2000 - Erick All, giocatore di football americano statunitense
- 2000 - Sacha Boey, calciatore francese
- 2000 - Javier Castro, calciatore spagnolo
- 2000 - Lorenzo Colombo, pilota automobilistico italiano
- 2000 - Emma Gullstrand, tuffatrice svedese
- 2000 - Emmy Kristiansen, cantautrice norvegese
- 2000 - Irene Lanza, ginnasta italiana
- 2000 - Trent McDuffie, giocatore di football americano statunitense
- 2000 - Ikuma Sekigawa, calciatore giapponese
- 2000 - Logi Tómasson, calciatore islandese

## XXI secolo(20)
- 2001 - Jaylon Carlies, giocatore di football americano statunitense
- 2001 - Selina Egloff, sciatrice alpina svizzera
- 2001 - Thomas Gloag, ciclista su strada britannico
- 2001 - Sylvester Jasper, calciatore bulgaro
- 2001 - Ransford-Yeboah Königsdörffer, calciatore tedesco
- 2001 - Dimitrios Markos, nuotatore greco
- 2001 - Teto, calciatore spagnolo
- 2001 - Darius Robinson, giocatore di football americano statunitense
- 2001 - Louie Sibley, calciatore inglese
- 2002 - Chiara Aurelia, attrice statunitense
- 2002 - Yan Maranhão, calciatore brasiliano
- 2002 - Lauren Eduarda Leal Costa, calciatrice brasiliana
- 2002 - Ana Karina Olaya, pallavolista colombiana
- 2002 - P. Iniyan, scacchista indiano
- 2002 - Jacen Russell-Rowe, calciatore canadese
- 2003 - Chimdessa Debele, mezzofondista etiope
- 2003 - Sebastian Kóša, calciatore slovacco
- 2004 - Hamish McKenzie, ciclista su strada australiano
- 2004 - Susanna Pedotti, nuotatrice artistica italiana
- 2005 - Adrian Mazilu, calciatore rumeno

## Senza anno specificato(2)
- Tat'jana Mitkova, giornalista russa
- Arsenij Andreevič Zakrevskij, generale e politico russo († 1865)